# Tycho van Meer

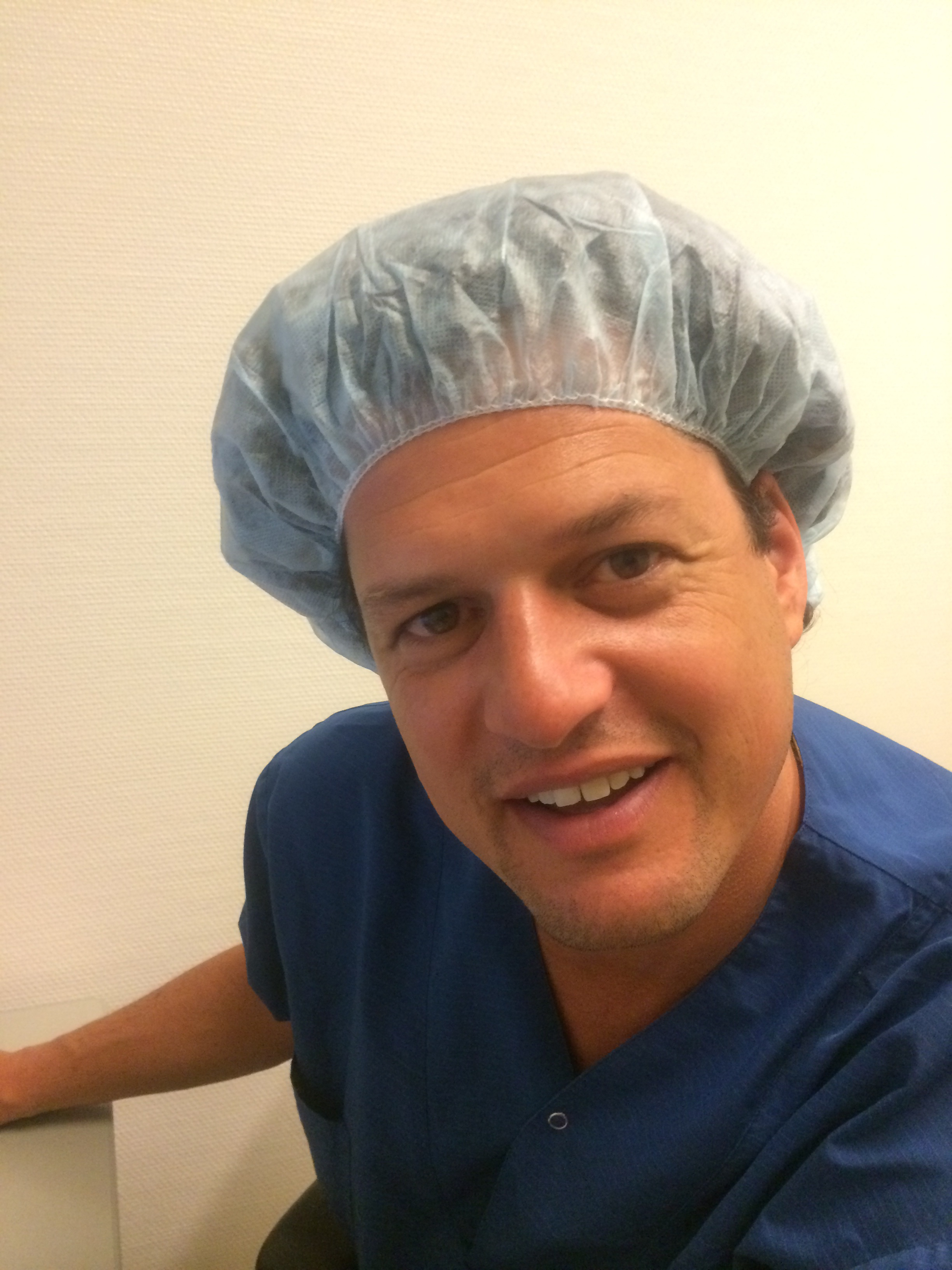
Tycho van Meer 2014 an seinem Arbeitsplatz in einem Krankenhaus

Tycho van Meer (* 30. September 1974 in Eindhoven) ist ein ehemaliger niederländischer Hockeyspieler. In den 1990er Jahren war er einer der besten Spieler seines Landes.
Van Meer spielte in der ersten niederländischen Hockeyliga bei den Vereinen Oranje Zwart Eindhoven, HGC Wassenaar und Amsterdamsche H&BC. Am 30. Januar 1994 gab er beim Länderspiel gegen Südafrika sein Debüt in der niederländischen Hockeynationalmannschaft. Bis zu seinem Rücktritt am 25. Juni 2000 bestritt er insgesamt 90 Länderspiele und erzielte dabei 17 Tore.
Seinen größten Erfolg feierte er 1996 bei den Olympischen Sommerspielen in Atlanta, als er mit dem niederländischen Team Olympiasieger wurde.